# Большое Байкалово
Большое Байкалово — деревня в Кичменгско-Городецком районе Вологодской области.
Входит в состав Енангского сельского поселения, с точки зрения административно-территориального деления — в Нижнеентальский сельсовет.
Расстояние до районного центра Кичменгского Городка по автодороге составляет 61 км, до центра муниципального образования Нижнего Енангска по прямой — 10 км. Ближайшие населённые пункты — Малое Байкалово, Анциферово Раменье, Веселая.
Население по данным переписи 2002 года — 5 человек.